# Liechtensteiner Vaterland
Das Liechtensteiner Vaterland ist eine Tageszeitung aus Liechtenstein. Sie ist das offizielle Parteiblatt der Vaterländischen Union, wurde im Laufe der Zeit jedoch immer unabhängiger. Dieser Trend war auch bei der inzwischen eingestellten grössten Konkurrenzzeitung in Liechtenstein, dem Liechtensteiner Volksblatt, zu erkennen. Diese stand der Fortschrittlichen Bürgerpartei nahe.
Das Vaterland, wie die Zeitung im Volksmund kurz genannt wird, beschäftigt derzeit etwa 50 Mitarbeiter und hat seinen Sitz im liechtensteinischen Hauptort Vaduz.
Das Vaterland wird in deutscher Sprache aufgelegt und berichtet von tagesaktuellen Themen überwiegend aus der Region Liechtenstein, Schweiz und Österreich. Die WEMF-beglaubigte Auflage beträgt 8'423 (Vj. 8'902) verkaufte bzw. 8'638 (Vj. 9'057) verbreitete Exemplare, die Reichweite 18'000 (Vj. 18'000) Leser (WEMF MACH Basic 2018-II). Dienstags wird eine Grossauflage mit 20'118 (Vj. 20'563) Exemplaren verteilt. Das Liechtensteiner Vaterland ist somit, auf die Einwohnerzahl bezogen, die reichweitenstärkste Zeitung der Welt, noch vor der österreichischen Kronen Zeitung.

## Geschichte
Anfang der 30er Jahre gab es in Liechtenstein zwei Parteien, die katholisch-konservative Bürgerpartei und die liberal und christlich-sozial gesinnte Volkspartei. Beide Parteien gaben je eine Zeitung heraus, die jedoch keine tägliche Ausgabe hatten. Im Jahre 1933 trat eine neue politische Gruppe auf, die Bewegung Liechtensteiner Heimatdienst. Diese Gruppe veröffentlichte eine Wochenzeitung als ihr Zeitungsorgan.
Im Dezember 1935 bildete sich die Vaterländische Union als Zusammenschluss vom Liechtensteiner Heimatdienst und der Volkspartei. Als Folge dieser Vereinigung wurden die beiden Zeitungen dieser Gruppen, der Liechtensteiner Heimatdienst und die Liechtensteiner Nachrichten, eingestellt und ab 1. Januar 1936 das Liechtensteiner Vaterland herausgegeben.
Die Leitung der neuen Zeitung übernahm Otto Schädler, die Redaktionsleitung Alois Vogt. Zuerst erschien die Ausgabe am Mittwoch und Samstag in einer Auflage von 1500 Stück. Die Zeitung wurde im ganzen Fürstentum Liechtenstein vertrieben, aber auch in angrenzenden Teilen von Österreich und der Schweiz.

## Aufbau
Das Liechtensteiner Vaterland wird nach Bedarf und z. B. wie folgt gegliedert:
- Titelseite mit aktuellem Tagesthema
- Die Zweite
- Inlandsnachrichten
- Auslandsnachrichten
- Fernsehen
- Boulevard
- Sport
- Wirtschaft
- Kultur
- Die Letzte (Horoskop, Wetter, Sonstiges)

## Finanzierung
Das Liechtensteiner Vaterland finanziert sich durch Abonnements und den Verkauf von Inseraten.